# Drysvjata
Drysvjata (vitryska: Дрысвята) är ett vattendrag i Belarus.   Det ligger i voblasten Vitsebsks voblast, i den norra delen av landet, 160 km norr om huvudstaden Minsk.
Trakten runt Drysvjata består till största delen av jordbruksmark. Runt Drysvjata är det ganska glesbefolkat, med 22 invånare per kvadratkilometer.